# 氷の国の王子様
『氷の国の王子様』（こおりのくにのおうじさま、Prince of Ice Kingdom）は、小野ハルカによる日本の漫画作品。
『週刊少年サンデーS増刊』（小学館）にて2012年3月号から2013年5月号まで連載された。単行本は全3巻。全3巻（15話）の短期連載と作者が述べている。また、作者にとって初めての連載漫画である。
北海道の私立中学校の生徒らを中心としてアイスホッケーを行う少年漫画である。

## あらすじ
北海道の名門私立中学校でアイスホッケーに伸び悩んでいた城山咲人は、翌年は3年生ということもあり、今後アイスホッケーを続けるかを悩んでいた。ある冬の日に自宅のスポーツ店に“王子様”な風貌をした少年が現れ、一言会話を交わして去る。後日、転校生として咲人のクラスに転校してきたその少年アーサーは、カナダ出身のアイスホッケープレイヤーだった。全国ナンバーワンゴールキーパーの部長との勝負に勝ち、アイスホッケー部にも入部する。練習でアーサーに才能を見出された咲人は、練習試合を経て全国大会へと臨む。

## 登場人物

### 私立聖堂騎士学園
北海道氷人町（ひょうじんちょう）にある歴史ある名門の私立学校。ミッション系スクールで校内ではシスターや神父が大勢働いている。主要人物は中等部に所属している。学園内にアイスリンクを所持している。

#### アイスホッケー部
全国5強の1つ。前年度の全国中学校アイスホッケー大会では準優勝。
北大路 アーサー（きたおおじ アーサー） / アーサー・ウインターズ
編入してきた2年生の男子生徒。カナダ出身。金髪碧眼。セレブで紳士的。アルファベットの綴りは「Arthur Winters」。クラスは咲人や花と同じ。「北大路」は日本人である父親の姓。自身のルーツである日本を最強のホッケー王国に成長させるのが夢であり、ウインターズ家の当主である祖父に黙って日本を訪れた。
背番号9、ポジションはセンターフォワード。スティックハンドはレフト。入部の条件としてラインを組むメンバーの決定権を要求した。スケーティングが上手く、「王の駿馬（スタリオンフット）」という技を使用する。幻の槍（ミスティック・ロンゴミニアド）というフェイント技もある。スティックには「エクスカリバー」と名前を付けている。
カナダ時代は、カナダ代表のジュニアチームで最年少ながら「プリンス・オブ・アイス」と呼ばれ、本来16歳からしか入れないケベック・メジャージュニア・ホッケーリーグに異例の14歳として加入を認められた。文献を読むためにアイスホッケー強豪国の言語は一通り学んだ。
城山 咲人（しろやま さきと） / サキ
2年生の男子生徒。スケート・アイスホッケー用品店「城山スポーツ」の息子。淡い色（カラーでは茶髪）の髪で前髪を立てている。ツッコミ気質。アイスホッケーは小学校からの経験者で、聖堂騎士学園にはアイスホッケーをやるために入学したが、伸び悩み、退部を考え悩んでいた。幼い頃に1度だけカナダでNHLを見たことがある。
背番号79、ポジションはライトウイング、ライトハンド。レギュラーではなかったが、アーサーからファーストラインに指名される。抜群の空間把握能力を持ち、ポジショニングが良く、味方の動きを読んで精確なノールックパスを出せる（ただし、アーサー以外は追いつけないためパスとはならない）。ハンドリングに自信が無く、パックを持つと下を向きがちになる。メンタルは崩れやすく、持久力も無い。
堀川 花（ほりかわ はな）
2年生。咲人と同じクラスの女の子。黒髪（カラーでは濃い灰赤色）で髪型はツーサイドアップ。眉毛が太く、普段は常に笑顔で目を閉じている。
背番号11、ポジションはレフトウイング、レフトハンド。ハンドリング技術は一流で、トリッキーなフェイントとパスが得意。テクニックはチームの上位だがパワーやスピードは男子に劣る。当初からチームのレギュラーであり、アーサーからファーストラインを組むために指名された。小学生の時も咲人とはチームメイトだった。
近衛 正治郎（このえ せいじろう）
3年生。アイスホッケー部キャプテン。黒髪（カラーでは）短髪で吊り目、極細眉毛。真っ直ぐな性格で真面目で厳しく、時には暴力的。一度仲間と認めると全面的に信頼する。
アイスリンクにギャラリーを集めて部活の邪魔をしたアーサーを追い出そうと勝負をして負けた。後日、勝高と雪彦を連れてアーサーをアイスホッケー部に勧誘した。
背番号29、ポジションはゴールキーパー。キャッチハンドはレフト。中学生大会でのセーブ率は常に92%以上であり全国一である。雪彦、勝高と小学校1年生の頃からアイスホッケーをやっていて、当時から日本代表を目指していた。
庭園 雪彦（にわぞの ゆきひこ）
3年生。アイスホッケー部の副キャプテン。淡色（カラーでは赤茶色）の短髪で前髪を立てている。勘繰ったり、裏で手を回したり、身辺調査が得意。
背番号3、ポジションはライトディフェンス。ゲーム中のキャプテン。
櫓 勝高（やぐら まさたか）
3年生。薄い顎鬚を生やし、髪は淡色（カラーでは灰色）で長めで前髪を後ろに流してヘアバンドでまとめている。正治郎のことを「正ちゃん」と呼ぶ。
背番号77、ポジションはレフトディフェンス。ゲーム中はアシスタントキャプテン。
DAIMON
2年生の男子生徒。咲人のクラスメイト。黒髪パーマヘアで眼鏡をかけている。
背番号19、レフトハンド。2セット目。

#### その他
ソフィア
新任のアイスホッケー部監督。若くて巨乳の美人シスター。淡色ロングヘアで、前髪で右目を隠している。祖国ロシアでは社会貢献活動の一環としてサンクトペテルブルクのジュニアチームを指導し全国制覇を成し遂げた。その功績によりKHLから監督のオファーを受けたが、自身の能力は既に富と名声を得たプロ選手のためではなく、可能性を秘めた子供達のために使うという信条により断った。生まれつき虚弱体質で日常的に吐血をし、試合中は専用の医者も用意される。聖堂騎士学園には棺ごと輸送された。脳のリミッターが外れやすく、少し集中するだけで常人離れした素早い分析力と記憶力を発揮する。アーサーとは約2年前にカナダとロシアの交流試合で会っていた。
学長
眼鏡をかけた禿げ頭で口髭と短い顎鬚を蓄えた老人。好きなものはアイスホッケーと外国人美女。元ホッケーマン。
宮内 姫乃（みやうち ひめの）
花の友人の女子生徒。髪型はベリーショートで左側の髪をピンで留めている。
樹里（じゅり）
花の友人の女子生徒。眼鏡をかけており、髪は淡色、髪型はウェービーなミディアムボブ。東京から引っ越して来て間もない。

### 海洋中学アイスホッケー部
以前は聖堂騎士と似たような強さだったが、入江兄弟が入部して以降は押されがちである。チームの愛称は「バイキング」、「海賊」。チームロゴも海賊のモチーフを使用し、ガラの悪い選手が多い。夏にはカナダ遠征もしている。
入江 洋平（いりえ ようへい）
海里、万里の兄。背番号11、レフトハンド。淡色の髪をしており、長い前髪で右目を隠している。垂れ目のイケメン。ナルシスト。死角を利用して近づき、パックを奪うのが得意。正治郎から得点したことがない。
入江 海里（いりえ かいり）
万里の双子の兄。身長が低い。背番号14、ライトハンド。前髪を立てており、上の髪は両側に広がっていて、後ろの襟足は長い。兄同様、死角を利用した動きが得意。
入江 万里（いりえ まり）
海里の双子の妹。身長が低い。1人称は「俺」。聖堂騎士との練習試合はケガで欠場した。上の髪が両側に広がっていて、前髪は下ろし、襟足は短い。八重歯。

### 鳳凰学園
前年度の全国中学校アイスホッケー大会4位の学校。アーサー加入の聖堂騎士と1回戦で対戦する。

### その他の人物
ジョナサン・ウインターズ
アーサーの祖父。ウインターズ家の現当主であり、通称「キング」。元NHLの天才プレイヤー。NHLでの権力を維持するために、アーサーをNHLでデビューさせたがっている。

## 用語解説
ウインターズ一族
カナダのホッケー界で強大な権力を持っている一族。作中ではNHLの歴代名選手はほとんどウインターズ一族の出身という設定となっている。
王の駿馬（スタリオンフット）
アーサーが使用する技。急激にスケーティングスピードの緩急をつけることで、一瞬で敵を置き去りにしたり、切り返しに利用する。ただし足に大きな負担がかかる。
幻の槍（ミスティック・ロンゴミニアド）
アーサーのフェイクショットのひとつ。エッジに削られた氷片をまとめて氷玉を作り、それを飛ばしてゴールキーパーを欺く。

## 物語の舞台
主要人物が所属する中学校は北海道だが、アイスリンクなどの施設は基本的に架空の名称が使われている。全国中学校アイスホッケー大会の1回戦の会場はONIWA Arena。

## 単行本
少年サンデーコミックスより全3巻。
1. 2012年9月18日発売 ISBN 978-4-09-123804-7[2]
2. 2013年1月18日発売 ISBN 978-4-09-124177-1
3. 2013年4月18日発売 ISBN 978-4-09-124289-1